# Вышневолоцкая ТЭЦ
Вышневолоцкая ТЭЦ — ТЭЦ, расположенная в г. Вышний Волочёк, Тверской области. До 2 квартала 2012 года входила в состав ОАО ТГК-2.

## История и деятельность
Вышневолоцкая ТЭЦ построена в 1914 году. Во время Второй Мировой Войны станция была эвакуирована на восток. По окончании войны начались работы по восстановлению ТЭЦ. Станция была предназначена для обеспечения нужд Вышневолоцкого ХБК паром и электроэнергией и работала изолированно от энергосистемы.
В 1950 году на станции были установлены два турбогенератора — конденсационная турбоустановка с регулируемым отбором пара Brown Boveri № 1 мощностью 6 МВт и конденсационная турбоустановка с регулируемым отбором пара Siemens-Schuckertwerke мощностью 3,6 МВт. С ростом жилого фонда города и появлением домов, оборудованных централизованным теплоснабжением, с целью улучшения экономических показателей станции в 70-е годы были проведены реконструкции паровых турбин, связанные с их переводом на охлаждение конденсатора сетевой водой (турбоагрегат № 1) и перевод ЧНД в беспаровой режим, то есть работа в режиме противодавления для турбоагрегата № 2. При проведении реконструкции турбоагрегата № 1 в проточной части были вырублены 4 последних ступени и произведена перемаркировка мощности агрегата до 4 МВт. В начале 80-х произошла авария с повреждением проточной части турбоагрегата № 2, в результате чего было принято решение о нецелесообразности его восстановления и последующем его демонтаже.
В феврале 2012 года произошло разрушение лопаточного аппарата ЧВД турбоагрегата №1, при проведении восстановительного ремонта ЧВД была полностью удалена и установлена диафрагма. Мощность турбоагрегата №1 снизилась до 3 МВт.
В 2015 году на месте турбоагрегата №2 был смонтирован новый агрегат, ПР-6-3,4/0,5/0,1-1, с генератором Т6-2У3 (Лысьва).
Первоначальным топливом станции был торф и мазут, в 1985 была переведена на природный газ.
С марта 2012 эксплуатацию Вышневолоцкой ТЭЦ осуществляет ООО «Вышневолоцкая ТГК».
Вышневолоцкая теплоэлектроцентраль — основной поставщик тепловой и электрической энергии в городе.

## Состав основного оборудования
- Турбины:
  - П-4-35/6 (4 МВт, 1 шт., Brown Boveri),
  - ПР-6-3,4/0,5/0,1-1 (6 МВт, 1 шт., КТЗ)
- Котлы:
  - «Бабкок—Уилкокс» (35 т/ч, 2 шт.),
  - ТП-35 (45 т/ч, 1 шт.),
  - Т-35/40 (35 т/ч, 1 шт.),
  - ПТВМ-30М (30 Гкал/ч, 2 шт.)